# 原田正己
原田 正己（はらだ まさみ、1962年12月12日 - ）は、徳島県徳島市出身の元競艇選手。徳島県立鳴門高等学校卒業。登録第3052号。身長161cm、体重54kg。50期。

## 来歴
- 徳島県立鳴門高等学校卒業。
- 1982年3月20日、選手登録。
- 1982年5月22日から鳴門競艇場で開催された一般戦でデビュー。同節3走目で初勝利。
- 1982年11月12日から鳴門競艇場で開催された一般戦で初優出。（3着）（デビュー7ヶ月）
- 1986年10月1日から鳴門競艇場で開催された一般戦で初優勝。（デビュー4年6ヶ月）
- 1986年10月18日から丸亀競艇場で開催されたG1「ダイヤモンドカップ競走|施設改善記念」でG1初出場。（デビュー4年6ヶ月）
- 1994年7月20日から蒲郡競艇場で開催されたG1「第39回 周年記念」でG1初優出。（2着）
- 2000年11月29日から丸亀競艇場で開催された一般戦が現役最後の優勝[1]。
- 2020年11月25日からボートレース宮島で開催された一般戦「BTS尾道開設記念第3回道新スポーツ杯」6日目第5Rが現役最後の出走・勝利となった[2]。
- 2020年12月3日、選手登録消除。

## 戦績
- 出走回数 7,991回
- 優出回数 138回
- 優勝回数 14回
- 1着 1273回
- フライング(F)回数：38回
- 出遅れ(L)回数：3回
- 通算勝率 5.32
- 2連対率：33.24
- 3連対率：51.41
- 生涯獲得賞金 650,214,279円